# Abra africana
Abra africana is een tweekleppigensoort uit de familie van de Semelidae. De wetenschappelijke naam van de soort werd in 1915 gepubliceerd door Bartsch.